# Укили Ибрай
Укили Ибрай Сандыбайович (каз. Үкілі Ыбырай; 1860 или 1850-е, Кокчетавская область — 1930, Оренбург) — казахский народный композитор, известный певец, поэт-импровизатор, один из представителей классической народной музыки.

## Биография

### Жизнь
Происходил из подрода Құрманқожа рода Карауыл племени Аргын, родился в 1860 году на территории нынешнего Айыртауского района Кокшетауской области. Стихами, песнями был увлечен с детства.

### Творчество
Творчество известных поэтов — певцов, таких как Орынбай, Арыстанбай, Шоже, Биржан, Акан, Балуан Шолак, Тезекбай явилось основой, на которой он сам сформировался как поэт, певец. О себе он писал:
В семнадцать я повзрослел
Но вместо серьёзных дел
Ты знаешь, чем занят был
Играл на домбре и пел.
Домбра в руках Ибрая пела, рыдала и смеялась. Никто не мог состязаться с Ибраем в пении. За то, что он на тюбетейке носил перья филина (уки) с особой красотой, его прозвали Укили Ыбырай (Ыбырай с перьями филина).
Тематика поэтического творчества Ыбырая многообразна. Во многих своих стихотворениях он воспевает красоту молодости: «Қарақат көз», «Тойда бiр нұрың балқиды», «Қаралдым» и другие. В стихотворении «Бiр қызық ит жүгiрiп аң ауласа» он повествует об азарте охоты. Поэт, живший в царскую эпоху, посвятил ряд стихов теме свободы народа после революции («Октябрьдiң жеңici», «Отарба»). В наследии Ыбырая много стихов, которые сымпровизированы им в айтысах с акынами Доскеем, Есимбетом, Кожахметом и др.

### Песни
Песни Ыбырая полны энергии задора, мелодичные, нежные, наполнены искренним чувством и оптимизмом. Мелодию «Гакку» использовал Е. Г. Брусиловский в опере «Кыз Жибек» (основная ария Жибек), а мелодию «Арарай» — в опере «ЕрТаргын» (ария Акжунус). Песни Ыбырая впервые на ноты переложили А. В. Затаевич и И. В. Коцык.

### Сабит Муканов о Ыбырае
Ыбырай известен также и в поэзии. Сабит Муканов опубликовал в газете «Бостандық туы» («Знамя свободы») стихотворение Ыбырая и написал рецензию на его творчество, а литературное наследие Ыбырая основательно исследовал критик Е. Исмаилов. Драматург Ш. Кусаинов написал поэму «Қайран Гакку», посвященную творчеству Ыбырая.

### Смерть
Укили Ибрай погиб в 1930 году, став жертвой тоталитарной системы. Известный общественный и государственный деятель, поэт Какимбек Салыков в своем посвящении Укили Ыбыраю «Соңғы сөз» (последние слово) пишет:
«Гәккуiңдi» Ыбеке ел белгiсi
Ән Ұрандай қазағым ұмытпайды
Ел жүрегін толқытқан ғашық, үнiн
Асқақтатқан биiкке асылымсың